# Сирингомиелия
Сирингомиели́я (от др.-греч. σῦριγξ, род. п. σῦριγγος — трубка, трубчатая полость и μυελός — костный мозг, спинной мозг) — хроническое прогрессирующее заболевание нервной системы, при котором в спинном мозге образуются полости.
Типы сирингомиелии по Barnet (1973):
1. Сообщающаяся сирингомиелия. Термин «сообщающаяся» характеризуется наличием коммуникации между полостью в спинном мозге и четвёртым желудочком, которое обусловлено заболеваниями, приводящими к обструкции отверстий Льюшка и Мажанди:
  - связанная с аномалией краниовертебрального перехода (аномалия Арнольда — Киари, базилярная импрессия). Опущенные миндалины мозжечка действуют как клинья, препятствуя свободному потоку СМЖ из черепа в спинномозговой канал. Более того, миндалины начинают сами пульсировать в такт с биением сердца и дыханием и действуют как миниатюрные клапаны, проталкивая жидкость непосредственно в спинной мозг;
  - связанная с заболеваниями на основании черепа (базальный арахноидит, кисты и опухоли ЗЧЯ).
2. Посттравматическая сирингомиелия. Как правило, сирингомиелическая киста возникает в месте повреждения, а затем распространяется на другие сегменты спинного мозга. Симптомы могут появляться через несколько месяцев или лет после заболевания, когда пациент считает себя уже «выздоровевшим».
3. Сирингомиелия как следствие спинальных арахноидитов и арахнопатий.
4. Сирингомиелия, ассоциированная с опухолями спинного мозга.
5. Сирингомиелия, вызванная сдавлением спинного мозга образованиями неопухолевой этиологии (например, грыжами дисков шейной локализации, крупными очагами демиелинизации в спинном мозге при рассеянном склерозе и др.).
6. Идиопатическая сирингомиелия — причины развития неизвестны.

Ройо Сальвадор (ROYO SALVADOR (1992)) — испанский нейрохирург, предложил в своей докторской диссертации, посвящённой исключительно сирингомиелии, опираясь на классификацию Барнета, особую разницу между: вторичной сирингомиелией: её этиопатогенез можно легко определить (возникает из-за опухоли, травмы или в связи с сосудистой проблемой, из-за инфекции, как последствие арахноидита, постхирургическая, при менингоселе и так далее) и первичной, или идиопатической, сирингомиелией: возникающей по неизвестной причине. 
Т. Мilhorat в 2000 г. предложил классификацию сирингомиелии, основанную на данных МРТ и морфологических исследований. Он выделил 3 типа поражения: сообщающаяся центральноканальная сирингомиелия, несообщающаяся центральноканальная сирингомиелия, несообщающаяся экстраканальная сирингомиелия. Согласно данной классификации сообщающаяся центральноканальная сирингомиелия составляет 10—15 % всех наблюдений. Она, как правило, сочетается с аномалией Киари 2-го типа, гидроцефалией, аномалией Денди — Уокера. Несообщающаяся центральноканальная сирингомиелия составляет 75 % всех наблюдений и сочетается с аномалией Киари 1-го типа и базиллярной импрессией, а также различными причинами нарушения проходимости субарахноидальных пространств на уровне позвоночного канала (травмы и дегенеративные стенозы шейного отдела позвоночника, опухоли и т. д.). Несообщающаяся экстраканальная сирингомиелия (около 10 % наблюдений) является последствием травм и нарушений кровообращения в спинном мозге с первичным формированием кисты в зоне повреждения мозгового вещества и постепенным её распространением по длиннику спинного мозга. Классификация Т. Мilhorat удобна тем, что объединяет все виды кистозной трансформации спинного мозга, включая так называемую гидромиелию (несообщающаяся экстраканальная форма), однако патогенез и морфология кист, включённых в эту классификацию, различны.

## Этиопатогенез и частота встречаемости
Частота встречаемости сирингомиелии в разных странах колеблется в широких пределах: в Англии — 8,4 на 100 000 населения, в Польше — 4,3, в США — 3,3. В Индии, Японии, Китае и Бразилии сирингомиелия является достаточно редким заболеванием. На территории России заболевание распространено неравномерно — от 0,3 до 7,3 % общей неврологической заболеваемости. Заболевание может быть врождённым или приобретённым (в результате травмы спинного мозга, туберкулёзного его поражения или как осложнение спинальной анестезии). Врождённая форма заболевания часто имеет семейный характер и поражает преимущественно мужчин в возрасте 25—40 лет.
Нередко наблюдается распространение патологического процесса в продолговатый мозг; редко встречается более высокая локализация изменений — в нижних отделах головного мозга. Поражённый отдел спинного мозга расширен; в ряде случаев расширение спинного мозга даже приводит к частичному разрушению костей позвоночного столба. Внутри полостей находится спинномозговая жидкость, по составу аналогичная нормальной.
Более современные исследования доказали, что, даже если существуют нарушения спинномозговой жидкости, они не могут объяснить появление столь значительных повреждений. 
Доктор Мигель Б. Ройо Сальвадор придерживается мнения, что идиопатическая сирингомиелия формируется в результате отмирания клеток в центре спинного мозга из-за нехватки центробежного кровоснабжения (ишемии) вследствие натяжения спинного мозга. Это анормальное натяжение появляется из-за аномалии концевой нити.

## Клинические проявления сирингомиелии
Начало заболевания, как правило, постепенное. Иногда манифестацию первых симптомов провоцирует кашель, чихание, физическая нагрузка. К наиболее ранним проявлением относятся похудение, слабость мелких мышц кистей рук и утрата чувствительности в ней. В дальнейшем нарушение чувствительности распространяется на другие части тела. Раньше всего возникает утрата болевой и температурной чувствительности, такие больные могут причинять себе глубокие порезы и ожоги, вовремя не отдёрнув руку или не отстранившись от источника огня. Поначалу такие травмы игнорируются больными как бытовые и обыденные, однако патологическая особенность кожи становится очевидной при прогрессировании заболевания. Нередки атипичные формы выпадения чувствительности кожи — в виде «полосок», «пятен», «воротника» на лице, шее, животе. В этом случае участки кожи с отсутствием чувствительности чередуются с нормальными зонами. Ещё одними частыми симптомами являются спонтанные боли, которые могут быть жгучими, острыми или стреляющими. Односторонние боли в лице или руке могут быть даже первыми проявлениями болезни, после которых уже следует нарушение чувствительности.
С прогрессированием заболевания появляются двигательные нарушения — слабость и уменьшения объёма мышц. Снижение мышечного тонуса и слабость появляются в кистях и затем распространяются по всей руке. В дальнейшем отмечается похудение мышц предплечья, плеча, грудной клетки. Наряду с двигательными нарушениями, происходит расстройство потоотделения — уменьшение или отсутствие пота. Однако возможно и патологическое повышение потоотделения, которое происходит спонтанно или рефлекторно при употреблении горячей или острой пищи. Наблюдается изменение структуры суставов и костей — их атрофия и вымывание кальция, — из-за чего кости становятся хрупкими и подвержены переломам и трещинам. При этом повреждения костей и суставов часто безболезненны.

## Лечение сирингомиелии
Заключается в защите нечувствительных участков кожи и раннем лечении случайных порезов и ожогов. При продолжительных и упорных болях назначают анальгетики в сочетании с антидепрессантами или нейролептиками. В ряде случаев показано хирургическое лечение спинного мозга — дренирование патологических полостей, рассечение фиброзных тяжей, сдавливающих мозг. Хирургическое вмешательство может способствовать устранению болей, постепенному восстановлению утраченной чувствительности; однако полное выздоровление бывает редко.
Самым подходящим методом лечения, так как оно воздействует напрямую на причину появления идиопатической сирингомиелии, является хирургическое рассечение концевой нити.
Рассечение этой связки состоит из небольшого открытия сакральной кости (зона копчика), где нет риска нарушить механику позвоночника, визуализируется концевая нить и рассекается с микрохирургической техникой. Это лечение длится около часа, необходимость пребывания в больнице — одни сутки. 

## Упоминание в художественной литературе
Главная героиня романа Эрве Базена «Встань и иди» страдает сирингомиелией.